# Ben Feleo
Ben Feleo, all'anagrafe Benjamin Nabong Feleo Sr. (Quezon City, 16 gennaio 1926 – Quezon City, 21 settembre 2011), è stato un regista, sceneggiatore e produttore cinematografico filippino.
Nel corso della sua lunga carriera, protrattasi dagli anni sessanta sino ai primi anni duemila, diresse oltre quaranta pellicole nonché note figure del cinema comico locale quali Dolphy e Jimmy Santos.

## Biografia
Nato a Quezon all'interno di una famiglia povera, iniziò la propria carriera nel 1957 come sceneggiatore per il film comico Basta ikaw, diretto dall'amico Manuel Conde e con protagonisti Carlos Padilla Jr., Emma Alegre e Charito De Leon. 
Il 29 maggio del 1964 uscì il film di guerra Commando Uno, suo primo lungometraggio, girato con la collaborazione di Solano Gaudite.
Abbandonò il cinema nel 2002, anno del suo ultimo film D' Uragons, commedia d'azione con il veterano Eddie Garcia e il rapper Andrew Espiritu. Già malato da tempo, non si riprese mai dalla morte del figlio Johnny avvenuta nel 2009 a causa di un linfoma. Feleo morì all'età di 85 anni, il 21 settembre 2011, per un improvviso attacco cardiaco nel sonno e fu sepolto al Loyola Memorial Park di Marikina. 

### Vita privata
Fu inizialmente sposato con l'educatrice Victorina Marsigan, con la quale ebbe i figli Juan e Benjamin Jr. (detto Bobby): Juan entrò anch'egli nel mondo del cinema con il nome d'arte di Johnny Delgado. Nel 1964 si risposò con l'attrice Zeny Zabala, con cui rimase sino alla morte.

## Filmografia parziale

### Regista
- Commando Uno (1964)
- Target: Sexy Rose (1966)
- Let's Merry Go Round (1967)
- Alexander Bilis (1967)
- Alias Chain Gang (1967)
- Sa manlulupig 'di ka pasisiil (1968)
- Mali-Mali Meets Batangueno (1968)
- Kiko en Kikay (1968)
- Kidlat sa Karate (1968)
- Honey and West (1968)
- Daredevil (1968)
- Machine Gun Johnny and the Sexy Queen (1970)
- Santa Teresa Da Avila (1970)
- Sanga-Sangang Apoy (1971)
- Europe Here We Come! (1971)
- Banderang kapos (1971)
- The Young Idols (1972)
- Kumander Dayang-Dayang (1972)
- Notorious (1972)
- Itik-Itik (1972)
- Kasing-Kasing ko (1973)
- Miss Aruba Went to Town (1975)
- The Witch (1975)
- Sa pagitan ng dalawang langit (1975)
- Jack and Jill and John (1975)
- Fiesta: Isang Halik! Isang Sayaw! Isang Peseta! (1976)
- My heart belongs to Daddy (1982)
- Mga kanyon ni Mang Simeon (1982)
- Always in My Heart (1983)
- Nang maghalo ang balat sa tinalupan (1984)
- Goatbuster: Sa Templo ni Dune (1985)
- The Crazy Professor (1985)
- Kalabog en Bosyo Strike Again (1986)
- Binibining Tsuperman (1987)
- Rock-a-Bye Baby: Tatlo ang Daddy (1988)
- One Two Bato, Three Four Bapor (1988)
- Everlasting Love (1989)
- Wooly Booly: Ang classmate kong alien (1989)
- Tootsie Wootsie: Ang bandang walang atrasan (1990)
- Wooly Booly 2: Ang titser kong alien (1990)
- Humanap Ka Ng Panget (1990)
- Pitong gamol (1991)
- Andrew Ford Medina: Huwag kang gamol (1991)
- Pretty Boy (1992)
- Alabang Girls (1992)
- Mahirap maging pogi (1992)
- Ang boyfriend kong gamol (1993)
- Pinagbiyak na bunga (1994)
- Ikaw ang Miss Universe ng buhay ko (1994)
- Bikini Watch (1995)
- Bangers (1995)
- Where D' Girls 'R (1996)
- Extranghero (1997)
- Tataynic (1998)
- Tusong Twosome (2001)
- Weyt A Minit, Kapeng Mainit (2001)
- D'Uragons (2002)

### Sceneggiatore
- Kahapon Lamang (1959)
- Isinumpa (1959)
- Bulilit Al Capone (1959)
- Tanzan The Mighty (1962)
- Lab na Lab Kita (1962)
- Siyam na langit (1962)
- Tres kantos (1963)
- Tansan vs. Tarsan (1963)
- Dance-O-Rama (1963)
- Ang manananggol ni Ruben (1963)
- Walang takot sa patalim (1964)
- Simbangis ng tigre (1964)
- Bilis at tapang (1964)
- Adre, ayos na! Ang buto-buto (1964)
- Pitong desperada (1964)
- Babaeng kidlat (1965)
- 7 Mata-Hari (1965)
- Mula na kita'y ibigin (1966)
- Ikaw...Ang gabi at ang awit (1966)
- Whisper to the Wind (1966)
- Doble trece (1966)
- Counter Spy (1966)
- Agent Wooly Booly at ang 7 bikini (1966)
- Pambihirang pito (1967)
- Honey and West (1968)
- Ang Banal, ang Ganid, at ang Pusakal (1968)
- Machine Gun Johnny and the Sexy Queen (1970)
- Sanga-sangang apoy (1971)
- Banderang kapos (1971)
- The Young Idols (1972)
- Kumander Dayang-Dayang (1972)
- Notorious (1972)
- Itik-Itik (1972)
- Kasing-kasing ko (1973)
- Jack and Jill and John (1975)
- Beloy and the Kid (1976)
- Fiesta: Isang Halik! Isang Sayaw! Isang Peseta! (1976)
- Teacher's Pet (1981)
- San Basilio (1981)
- Dancing Master 2: Macao Connection (1982)
- Always in My Heart (1983)
- Da Best in Da West (1984)
- Nang maghalo ang balat sa tinalupan (1984)
- John & Marsha '85: Sa probinsiya (1985)
- Goatbuster: Sa templo ni Dune (1985)
- The Crazy Professor (1985)
- Balimbing: Mga taong hunyango (1986)
- Everlasting Love (1989)
- Wooly Booly: Ang Classmate Kong Alien (1989)
- Toosie Wootsie: Ang bandang walang atrasan (1990)
- Teacher's Enemy No. 1 (1990)
- Wooly Booly 2: Ang classmate kong alien (1990)
- Pitong gamol (1991)
- Pretty Boy (1992)
- Alabang Girls (1992)
- Ang Boyfriend kong gamol (1993)
- Ikaw ang Miss Universe ng buhay ko (1994)
- Bikini Watch (1995)
- Where D' Girls 'R (1996)
- Tataynic (1998)
- Tusong Twosome (2001)
- Weyt A Minit, Kapeng Mainit (2001)
- D'Uragons (2002)
- Home along da riber (2002)

### Attore
Feleo appare inoltre nei seguenti lungometraggi da lui diretti:
- Humanap Ka Ng Panget (1991)
- Ikaw ang Miss Universe ng buhay ko (1994)